# Yazor
Yazor – wieś i civil parish w Anglii, w hrabstwie Herefordshire, w dystrykcie (unitary authority) Herefordshire. Leży 13 km na północny zachód od miasta Hereford i 201 km na zachód od Londynu. W 2011 roku civil parish liczyła 122 mieszkańców. Yazor jest wspomniana w Domesday Book (1086) jako Iavesoure.